# Cazalis (Gironda)
Cazalis es una comuna francesa situada en el departamento de Gironda, en la región de Nueva Aquitania.

## Demografía
| 231 | 199 | 180 | 158 | 177 | 179 | 236 |
| Para los censos de 1962 a 1999 la población legal corresponde a la población sin duplicidades (Fuente: INSEE [Consultar]) |     |     |     |     |     |     |